# Борейша, Антон Степанович
Анто́н Степа́нович Боре́йша (также Борейшо, бел. Антон Сцяпанавіч Барэйша; 1858, хутор Любополь, Морочанская волость, Пинский уезд, Минская губерния, Российская империя — 1924, Киренск, Иркутская губерния, РСФСР, СССР) — русский революционер, народник, член партии «Народная воля».

## Биография
Родился в семье Степана (Стефана) Игнатьевича Борейшо. Белорус, из крестьян Морочанской волости (ныне территория Варашского района Ровненской области Украины). Отец владел домом в Минске по улице Матвеевской, 29. Окончил Белостокское реальное училище.
 Поступил в 1877 году в Технологический институт в Санкт-Петербурге.
Исключен со второго курса за участие в студенческих беспорядках. Не был принят в Петровскую земледельческую академию и в 1879 году жил в с. Батищеве (Смоленская губерния) в «интеллигентской общине» профессора А. Н. Энгельгардта. Подчинен в связи с этим полицейскому надзору.
Вернулся в Санкт-Петербург в январе 1880 года. Под влиянием товарища по реальному училищу И. И. Гриневицкого, вместе с которым он жил, вошел с осени 1880 года в народовольческую рабочую группу.

В конце декабря 1880 года работал в народовольческой летучей типографии на Троицкой улице (хозяева М. Тетерка и Г. Гельфман), где печаталась «Рабочая газета» и где встречался с Н. Колодкевичем, А. Желябовым и Г. Исаевым.
С начала января по 3 марта 1881 года работал в народовольческой типографии на Подольской улице (хозяева М. Ф. Грачевский и П. С. Ивановская).
В начале марта 1881 года уехал в Москву и участвовал в обсуждений плана пропаганды среди рабочих с товарищами. Жил в Москве по паспорту Горбунова.
В сентябре 1881 года вернулся в Санкт-Петербург, где жил под фамилией Игнатьева. Участвовал в собраниях народовольцев и вел пропаганду среди рабочих.
Арестован в Санкт-Петербурге 18 декабря 1881 года под фамилией крестьянина Алексея Николаева. Заключен 26 декабря 1881 года в Трубецкой бастион Петропавловской крепости, 7 января 1882 года переведен в Дом предварительного заключения; снова содержался в Трубецком бастионе с 14 марта 1882 года по 23 марта 1883 года, после чего снова переведен в Дом предварительного заключения. Привлечен к дознанию по делу террористической фракции русской социально-революционной партии. Раскаялся и дал подробные показания. По высочайшему повелению от 2 февраля 1883 года предан суду.
Судился с 28 марта по 5 апреля 1883 года в Особом Присутствии Правительствующего Сената на Процессе семнадцати (Ю. Богданович, М. Грачевский, П. Теллалов, А. Прибылёв и др.).
Приговорен к лишению всех прав состояния и к каторжным работам в рудниках на 15 лет, при чём суд ходатайствовал о замене этого наказания ссылкой на поселение в отдаленнейшие места Сибири с лишением всех прав состояния.
По высочайшей конфирмации приговора 28 мая 1883 года сослан в менее отдаленные места Сибири с лишением всех прав состояния. Поселен в г. Киренске (Иркутская губерния).
Около 1886 года переведен в деревню Воронинскую под Киренском.
В 1889 году переехал с разрешения на Илимский солеваренный завод (Киренский округ), где получил место работы.
В 1888 году женился на Софии Андреевне Ивановой.
По применении к нему в 1890 года манифеста 15 мая 1883 года, а в 1892 года — высочайшего указа 17 апреля 1891 года получил право приписки в мещане, а по истечении 14-летнего срока ссылки (с 7 августа 1883 года) — право избрать место жительства вне столиц и столичных губерний с подчинением на 5 лет гласному надзору и с восстановленнием некоторых прав.
В 1892 году переведен в Нижнеудинск и в 1893 году приписался к нижнеудинскому мещанскому обществу.
В 1892 году получил место дорожного мастера в с. Кимильтей (Нижнеудинский уезд, Иркутская губерния).
В 1895—1900 годах жил в Киренске, служа на пароходе «Сынок» торгово-промышленной компании «Анна Гро́мова. и сыновья».
В 1900 году уехал из Сибири и с 1902 года жил в Нижнем Новгороде, служа в волжском пароходстве Санкт-Петербургской страховой и транспортной компании «Надежда».
Позже вернулся в Иркутскую губернию.
Умер в Киренске (Иркутская губерния) в 1924 году.

## 
- Жена — Иванова-Борейшо, София Андреевна.
  - Дочь — Елена Антоновна Борейшо (1888—1972)[4].